# Prinz-Albrecht-Park

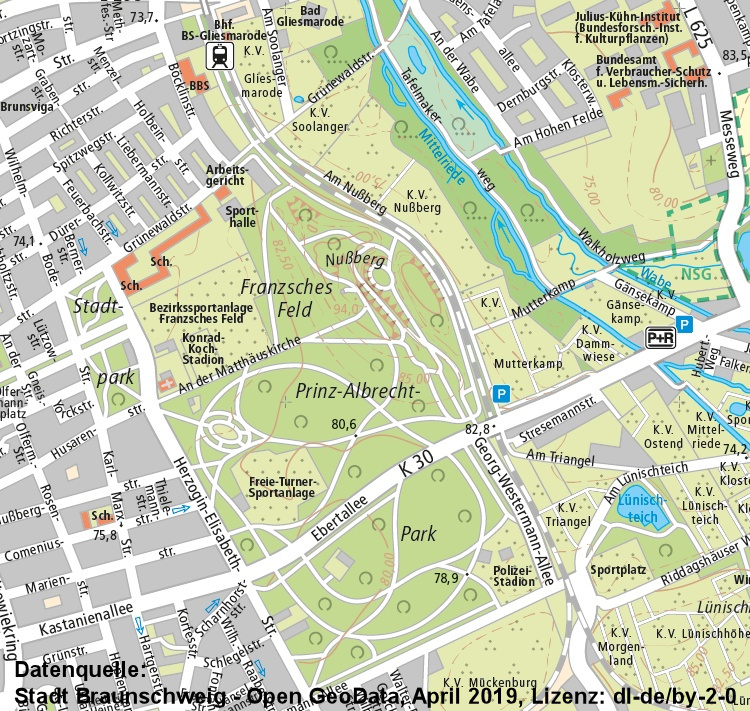
Der Prinzenpark in der Karte der Stadt Braunschweig von 2019

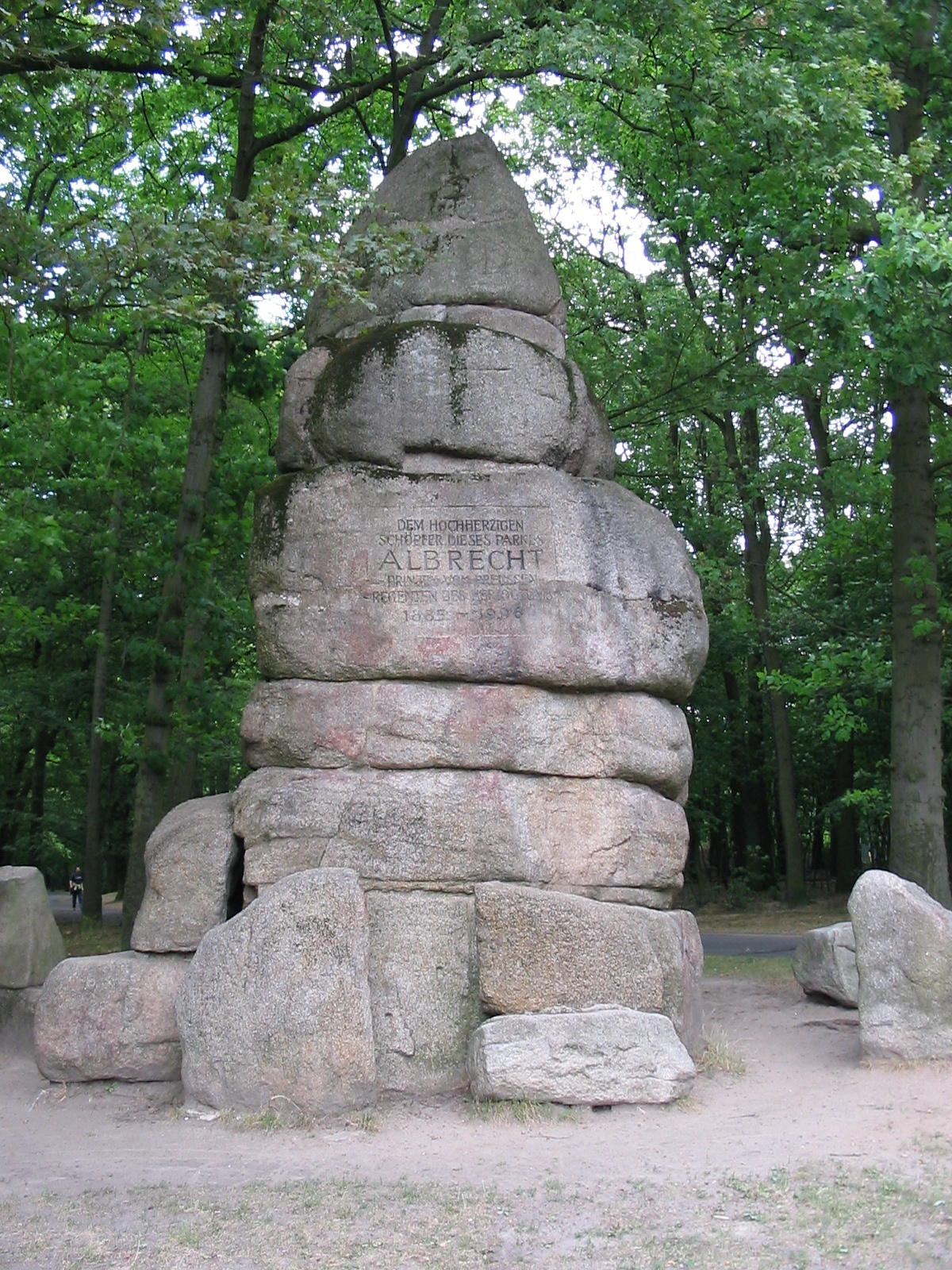
Denkmal für Prinz Albrecht

Der Prinz-Albrecht-Park, kurz Prinzenpark, ist ein rund 58 Hektar großer Park im Östlichen Ringgebiet in Braunschweig. Die um die Jahrhundertwende 1900 planmäßig angelegte Parkanlage im gemischten Stil ist heute ein Kulturdenkmal. Mit dem angrenzenden Franzschen Feld, dem Nußberg, dem Stadtpark und den östlich gelegenen Kleingartenanlagen und Grünflächen rund um die Bäche Mittelriede und Wabe bildet es ein ausgedehntes Naherholungsgebiet in der Nähe der Innenstadt. Östlich der Wabe beginnt das Naturschutzgebiet Riddagshausen.

## Geschichte
Der Prinzenpark entstand ab 1895 auf dem ehemaligen Gelände des Großen Exerzierplatzes. Der Große Exerzierplatz wurde 1824 nach einer Verfügung durch Herzog Karl II. errichtet und 1887 an die Salzdahlumer Straße verlegt. Der Park befand sich während seiner Entstehung, obwohl er an die Wohnstraßen des Östlichen Ringgebiets angrenzte, bereits außerhalb der Grenzen der Stadt Braunschweig. Erst einige Jahrzehnte später erfolgte eine Eingemeindung in die Stadt. Gefördert wurde die Realisierung des Parks durch den Regenten des Herzogtums Braunschweig, Prinz Albrecht von Preußen. Nach ihm wurde der Park benannt. Umgesetzt wurde der Park durch den braunschweigischen Herzoglichen Promenadeninspektor Friedrich Kreiß nach den Plänen des Gartendirektors Fintelmann. 1905 wurde der Park fertiggestellt. Im Herbst 1911 wurde der Gedenkstein für den Regenten Prinz Albrecht errichtet.
1936 entstand die Straßenbahnstrecke Braunschweig – Riddagshausen, als Linie 7 bezeichnet, auf besonderem Bahnkörper entlang der Ebertallee. Ab 1939 erhielt die Strecke Hauptbahnhof – Prinzenpark – Riddagshausen die Liniennummer 8. Am 16. Juni 1963 wurde die Straßenbahnlinie 8, im Zuge der Verbreiterung der Kastanienallee, stillgelegt. Zwischen Herzogin-Elisabeth-Straße und Georg-Westermann-Allee waren die Gleise 2006 noch vollständig, aber mit Bäumen überwuchert, vorhanden. 2016 bestanden noch Reste, die mit den Bäumen verwachsen waren.
Im Westen wurde ein ovaler Platz angelegt, der 1950 zu einer Rollschuhbahn umgestaltet wurde. Im Juli 1981 wurde die Brunnenanlage mit Wassertreppe an der Rollschuhbahn fertiggestellt. Zur Parkanlage gehört ein etwa 2160 m langer und 9 m breiter asphaltierter Rundweg.
Von 2005 bis 2008 fand eine Sanierung der historischen Parkanlage statt. Dabei entstand ein Pflege- und Entwicklungskonzept für den Prinz-Albrecht-Park. Zu den Sanierungsmaßnahmen gehörten die Wiederherstellung von Raumstrukturen und Sichtbeziehungen. Wege und Sitzplätze wurden saniert oder wiederhergestellt und eine Nachpflanzung von vorher entnommenen Gehölzbeständen fand statt.

## Sport im Prinzenpark
Einige Wege des Parks sind zum Ausreiten geeignet. Im nördlichen Teil befindet sich ein Trimm-dich-Pfad. Neben einer 1950 im westlichen Teil anlegten Rollschuhbahn, die Ende des 20. Jahrhunderts in eine Anlage für Skateboarder und Inlineskater umgebaut wurde, befindet sich im Zentrum das Stadion des Sportvereins Freie Turnerschaft Braunschweig, ferner befindet sich im Park das Polizei-Stadion und im Norden angrenzend an den Prinzenpark die Bezirkssportanlage Franzsches Feld. Der ebenfalls im Park befindliche Nußberg wird im Winter v. a. zum Rodeln genutzt, im Herbst zum Drachensteigen.
Zwischen 1948 und 1951 fand in und um den Prinzenpark das Prinzenpark-Rennen, eine Motorsportveranstaltung für Motorräder und kleine Rennwagen, statt.
NBA-Star Dennis Schröder wurde als Kind beim Basketballspielen im Prinzenpark entdeckt.

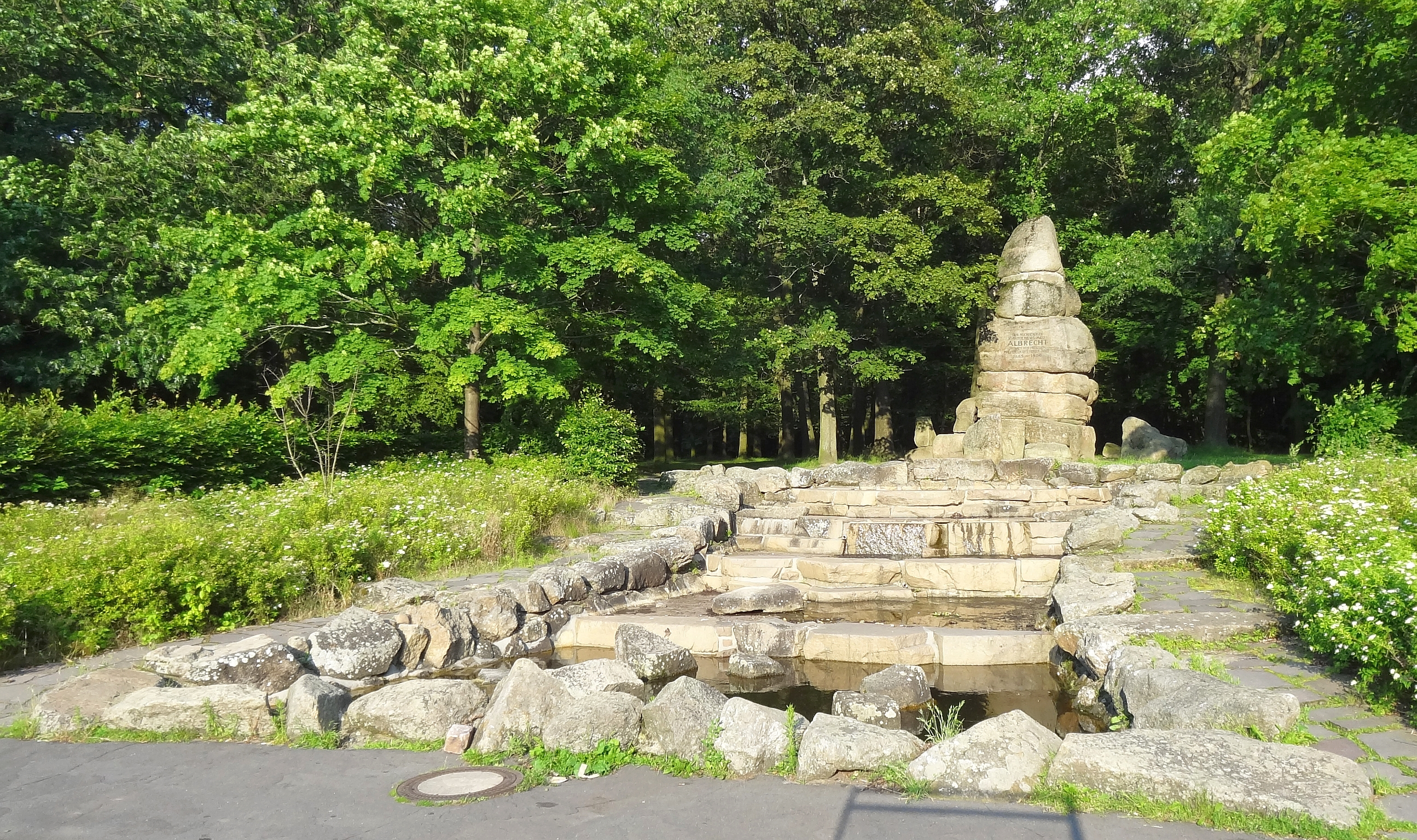
Das Prinz-Albrecht-Denkmal mit Kaskade
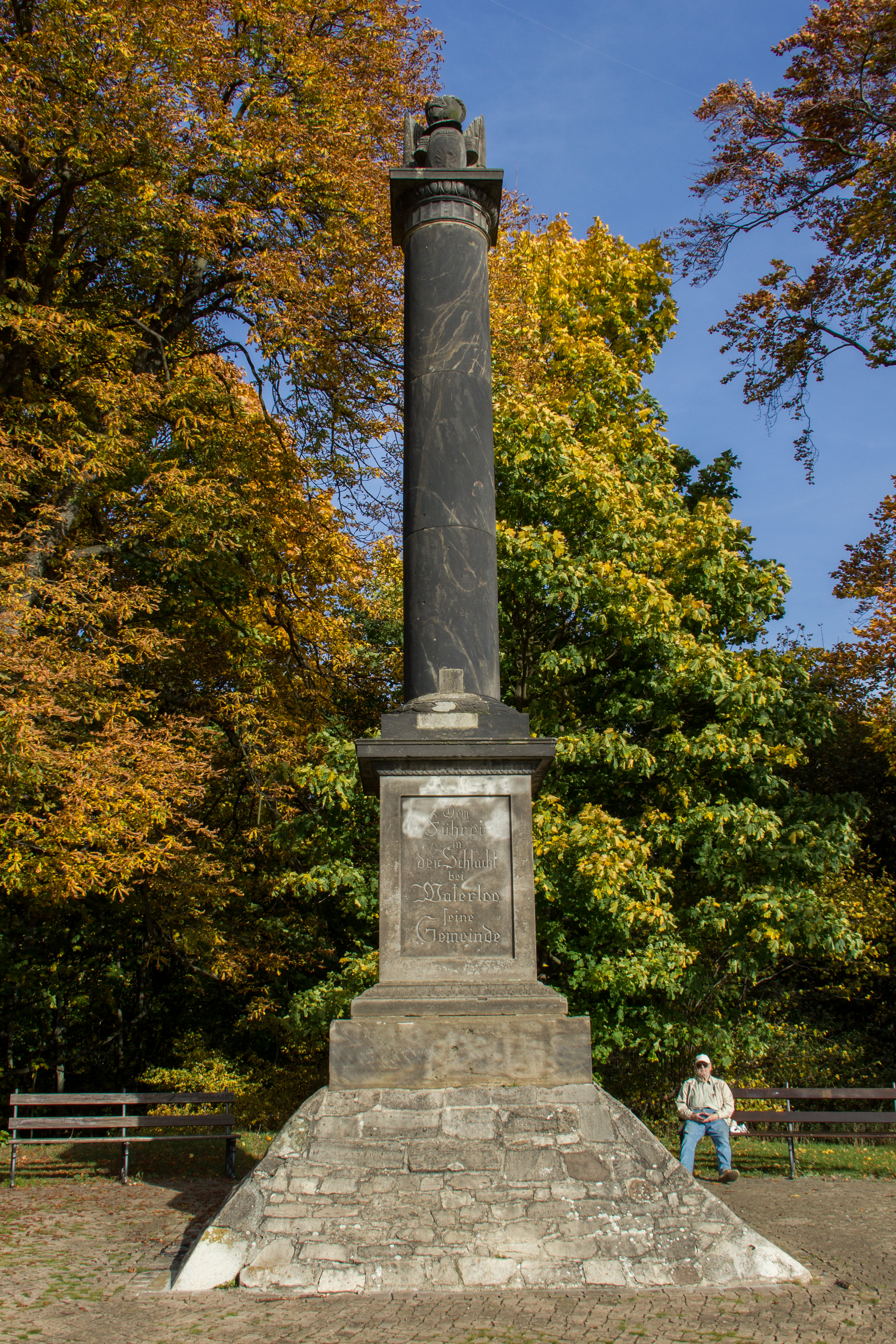
Das Olfermann-Denkmal
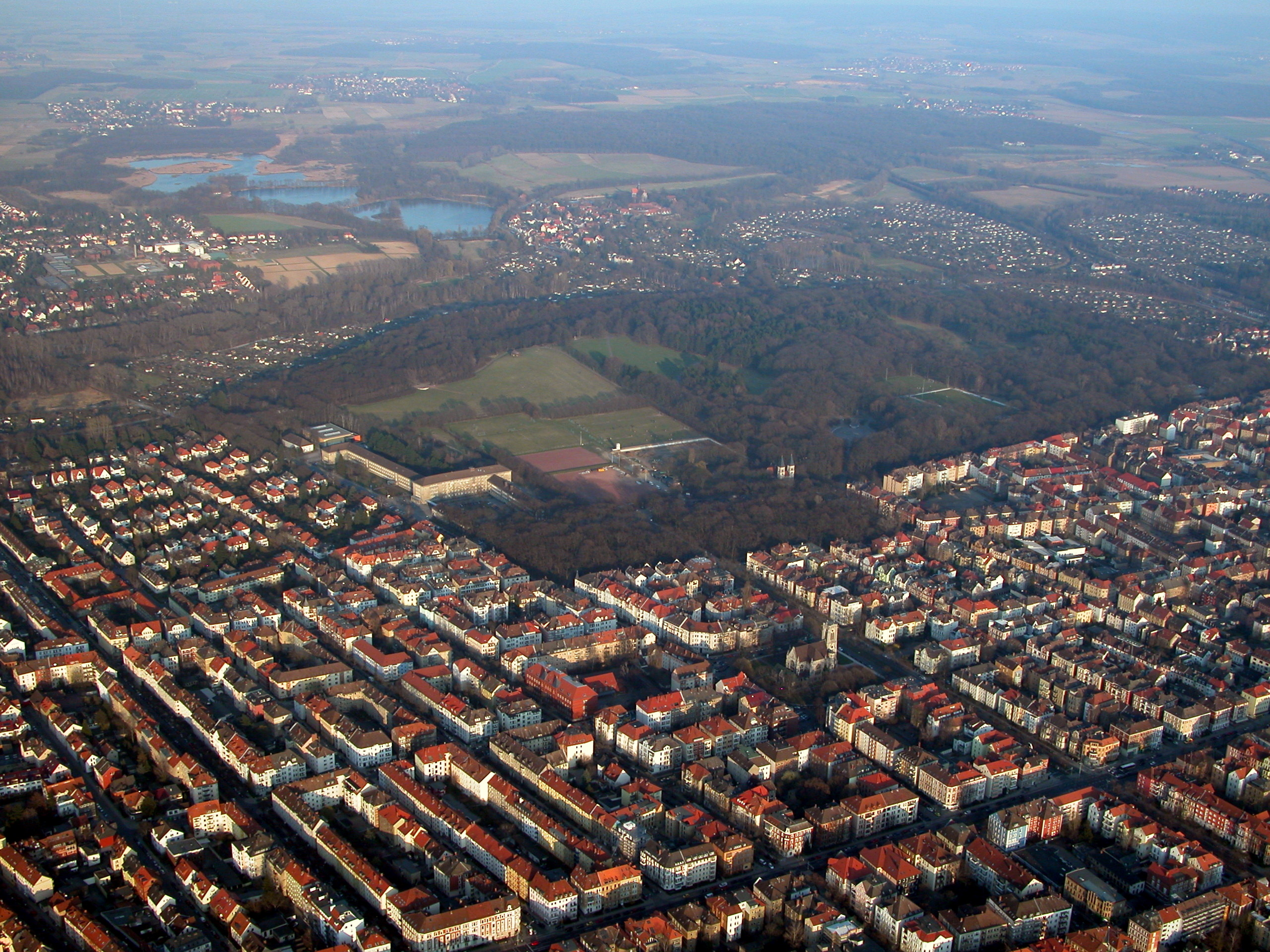
Der Prinzenpark aus der Luft